# Сен-Марсьяль-ле-Мон
Сен-Марсья́ль-ле-Мон (фр. Saint-Martial-le-Mont) — коммуна во Франции, находится в регионе Лимузен. Департамент коммуны — Крёз. Входит в состав кантона Сен-Сюльпис-ле-Шан. Округ коммуны — Обюссон.
Код INSEE коммуны — 23214.

## Население
Население коммуны на 2010 год составляло 239 человек.
| 1962 | 1968 | 1975 | 1982 | 1990 | 1999 | 2010 |
| ---- | ---- | ---- | ---- | ---- | ---- | ---- |
| 359  | 356  | 316  | 265  | 255  | 275  | 239  |

## Экономика
В 2010 году среди 134 человек трудоспособного возраста (15—64 лет) 101 были экономически активными, 33 — неактивными (показатель активности — 75,4 %, в 1999 году было 63,9 %). Из 101 активных жителей работали 91 человек (51 мужчин и 40 женщин), безработных было 10 (7 мужчин и 3 женщины). Среди 33 неактивных 6 человек были учениками или студентами, 18 — пенсионерами, 9 были неактивными по другим причинам.